# 21 площадка
21-я площадка или Посёлок Сокол — часть ЗАТО Снежинск. Посёлок расположен около Вишневогорска. Имеется жилой фонд с инфраструктурой (котельная, баня, очистные сооружения и станция водоподготовки).

На территории 21-й площадки расположены следующие объекты:
- пионерлагерь «Орлёнок»;
- первый корпус завода № 1 (исторический объект) в котором расположены: компания «Итек — Снежинские окна», пожарная часть, общежитие;
- корпуса лаборатории «Б» (часть разрушенные, часть аварийные);
- гостевой дом «Сокол» (бывший детский санаторий «Соколёнок»);
- остатки первого физического сектора ВНИИТФ.

В посёлке Сокол два продуктовых магазина. Имеется клуб «Химик» (входит в состав МУКО «Октябрь»).

## История
Вначале это был ведомственный санаторий НКВД, потом лаборатория «Б», потом ВНИИТФ, потом часть ВНИИТФ, потом только жилые дома. ВНИИТФ свернул на площадке свою деятельность.